# Mizuta Masahide
Mizuta Masahide est un nom japonais traditionnel ; le nom de famille (ou le nom d'école), Mizuta, précède donc le prénom (ou le nom d'artiste).
Mizuta Masahide (水田 正秀, 1657-1723) est un samouraï et poète japonais de la période Edo, élève de Matsuo Bashō. Il pratique la médecine dans le domaine de Zeze (province d'Ōmi) et mène un groupe de poètes qui construit la cabane Mumyō,.